# Comarca de Miranda
A Comarca de Miranda é uma comarca brasileira localizada no estado de Mato Grosso do Sul, a 200 quilômetros da capital.

## Generalidades
Sendo uma comarca de segunda entrância, tem uma superfície total de 7985,8 km², o que totaliza 2% da superfície total do estado. A povoação total da comarca é de 34 mil habitantes, aproximadamente 1,5% do total da povoação estadual, e a densidade de povoação é de 4,2 habitantes por km².
A comarca inclui os municípios de Miranda e Bodoquena. Limita-se com as comarcas de Corumbá, Porto Murtinho, Bonito, Nioaque, Anastácio, Aquidauana.
Economicamente possui PIB de R$ 405 083 000,00 e PIB per capita de R$ 12 055,68.
A comarca recebe o nome do Rio Miranda, rio que cruza o município de mesmo nome.